# Ваља Абрузел (Алба)
Ваља Абрузел (рум. Valea Abruzel) насеље је у Румунији у округу Алба у општини Бучум. Oпштина се налази на надморској висини од 673 m.

## Становништво
Према подацима из 2002. године у насељу је живело 122 становника, од којих су сви румунске националности.